# Analysis situs (article)
Cet article concerne l'article de Poincaré. Pour la recherche de Leibniz, voir Analysis situs.
Analysis Situs est un article de référence sur les mathématiques publié par Henri Poincaré en 1895. Poincaré en a publié cinq compléments entre 1899 et 1904. 
Ces articles ont fourni le premier traitement systématique de la topologie et ont révolutionné le sujet en utilisant des structures algébriques pour distinguer les espaces topologiques non homéomorphes, fondant ainsi le domaine de la topologie algébrique. Les papiers de Poincaré ont introduit les concepts de groupe fondamental et d'homologie simpliciale, ont fourni une première formulation de la dualité de Poincaré, ont présenté la caractéristique d'Euler-Poincaré pour les complexes différentiels, et ont soulevé plusieurs conjectures importantes, y compris la célèbre conjecture de Poincaré, qui s'est révélé plus tard être un théorème. Le document de 1895 a inventé le terme mathématique homéomorphisme. 